# Савин, Александр Иванович
Александр Иванович Са́вин (род. 30 октября 1949, Тула) — живописец, график. Заслуженный художник Российской Федерации с 2006. Проживает и трудится в Вологде.

## Биография
После окончания тульской школы № 40, в 1967, и службы в войсках ПВО (1968—1970), учился в Ярославском художественном училище (1971—1975).
Участник областных, межрегиональных, всероссийских, всесоюзных, международных художественных выставок с 1974. Член Союза художников России с 1980. Заслуженный художник Российской Федерации с 2006. Постоянно живёт и трудится в Вологде с 1975. Жена Елена Борисовна (1956-05.06.2011) — искусствовед, сын Ярослав — врач.